# Dresserus fontensis
Espèce
Dresserus fontensis est une espèce d'araignées aranéomorphes de la famille des Eresidae.

## Distribution
Cette espèce est endémique de Namibie.

## Description
La femelle holotype mesure 12,8 mm.

## Publication originale
- Lawrence, 1928 : Contributions to a knowledge of the fauna of South-West Africa VII. Arachnida (Part 2). Annals of the South African Museum, vol. 25, p. 217-312 (texte intégral).